# Hardwick (Georgia)
Hardwick es un lugar designado por el censo ubicado en el condado de Baldwin en el estado estadounidense de Georgia. En el año 2010 tenía una población de 3,930 habitantes.

## Geografía
Hardwick se encuentra ubicado en las coordenadas 33°2′44″N 83°14′56″O / 33.04556, -83.24889.